# Prison de Champ-Dollon
La prison de Champ-Dollon est un établissement pénitentiaire situé à Puplinge dans le canton de Genève, en Suisse. Destinée aux personnes en détention préventive, elle accueille également des condamnés. En surpopulation carcérale depuis de nombreuses années, la prison incarne ce problème en Suisse romande.

## Présentation

### Histoire générale de la prison
La construction de la prison de Champ-Dollon est initiée dans les années 1970 par Guy Fontanet. À l'origine, la prison était prévue pour l'incarcération des personnes avant leur jugement. Toutefois, en raison des difficultés pour le canton de Genève à trouver des places d'incarcération pour les personnes condamnées, elle en accueille depuis de nombreuses années,.
La prison de Champ-Dollon a été ouverte le 25 mai 1977. Initialement dotée de 276 places, la prison est en situation de surpopulation depuis de nombreuses années. En 2006, un projet de construction préfabriquée est adopté afin de désengorger le bâtiment principale.  La prison a par la suite été agrandie et réaménagée à partir de 2011 pour augmenter sa capacité à 398 places.
En 1979, une unité de sociothérapie - La Pâquerette - est créée. Cette unité est fermée en 2014 à la suite du drame de la Pâquerette, le meurtre d'une sociothérapeute par un détenu lors d'une sortie.
En 2014, l'établissement fermé Curabilis est ouvert. Pensé en liaison avec la prison de Champ-Dollon, l'ensemble donne lieu à la création d'un complexe commun.

### Capacité d'accueil
Entre son ouverture en 1977 et 2017, la prison de Champ-Dollon a vu son nombre de places augmenter de plus qu'un tiers de sa capacité originale. Ces augmentations se sont déroulées en trois étapes entre 2011 et 2017.
| Évolution de la capacité d'accueil de la prison de Champ Dollon |
| Le graphique qui aurait dû être présenté ici ne peut pas être affiché car il utilise l'ancienne extension Graph, désactivée pour des questions de sécurité. Des indications pour créer un nouveau graphique avec la nouvelle extension Chart sont disponibles ici . |

### Occupation de la prison
| Nombre d'entrées annuelles dans la prison de Champ Dollon |
| Source : OCSTAT (« lien vers le site de l'OCSTAT » (consulté le 29 mai 2020)) · Notes : En 2011, l'entrée en vigueur d'un nouveau code de procédure pénale a provoqué une baisse des entrées du fait de conditions plus strictes pour le placement en détention provisoire. |

| Nombre de journées / nuitées dans la prison de Champ Dollon par année |
| Source : OCSTAT (« lien vers le site de l'OCSTAT » (consulté le 29 mai 2020)) · Notes : · - En 2011, l'entrée en vigueur d'un nouveau code de procédure pénale a provoqué une baisse des journées du fait de conditions plus strictes pour le placement en détention provisoire. - En 2015, la méthode de comptabilisation a changé des journées au profit des nuitées. |

Le nombre de détenus dans la prison étant supérieur à sa capacité théorique, les locaux sont aménagés en ajoutant des lits supplémentaires et des paillasses (sommeil à même le sol) dans les cellules.
En 2010, la prison accueillait 567 détenus, soit un taux d'occupation de 210 %.
En 2012, le chiffre de 700 personnes incarcérées au sein de la prison était atteint.
À la mi 2014, l'occupation de la prison dépasse les 900 détenus. Cette période de suroccupation établit le maximum de détenus jamais enregistré dans l'établissement à un total de 903 détenus, ce qui correspond à un taux d'occupation de 233 %.
En mars 2020, la prison était occupée par 657 détenus. En raison de la pandémie de Covid-19, les autorités pénitentiaires. judiciaires et policières genevoises décident de limiter le nombre d'incarcérations au sein de l'établissement, ceci afin d'éviter une crise sanitaire. L'occupation quotidienne de la prison diminue alors, passant rapidement à 643 puis 597. En juin 2020, le nombre de personnes détenues est ainsi de 470. Cette occupation remonte après l'allègement des mesures de confinement au cours de l'été pour s'établir à plus de 600 en novembre.

### Coût de la détention
Le coût de la détention par jour pour un détenu dans la prison de Champ-Dollon est estimé entre 200 et 230 francs suisses (détention avant jugement).

### Visites officielles
En juin 2012, la Commission nationale de prévention de la torture réalise une visite au sein de la prison. Dans son rapport publié en février 2013, elle se déclare inquiète et critique les conditions de détention au sein de l'établissement (surpopulation, insalubrité et conditions d'hygiène lacunaires). La Commission recommande une amélioration rapide des conditions de détention et propose une série de mesures urgentes au Conseil d'état genevois.

## Surpopulation carcérale
L'établissement est en situation de surpopulation carcérale depuis de nombreuses années,,. À ce titre, il fait régulièrement l'objet de critiques et est devenu un symbole en Suisse romande de cette problématique.
La surpopulation de la prison de Champ-Dollon est ancienne et s'explique en partie par les politiques de constructions pénitentiaires des cantons romands. À partir des années 1960, les différentes instances ont décidé de mutualiser leurs efforts en matière de construction. L'idée était que chaque canton prenne à sa charge la construction d'un ou de plusieurs établissements spécialisés (ex : détention provisoire, détention des condamnés, incarcération des mineurs) puis accueille les détenus des autres cantons en son sein. Ainsi, le canton de Genève peine à trouver des places d'incarcération dans les pénitenciers de Bochuz (Vaud) ou de Bellechasse (Fribourg). La décision est alors prise d'incarcérer à Champ-Dollon des détenus déjà condamnés, augmentant d'autant plus la population de l'établissement.

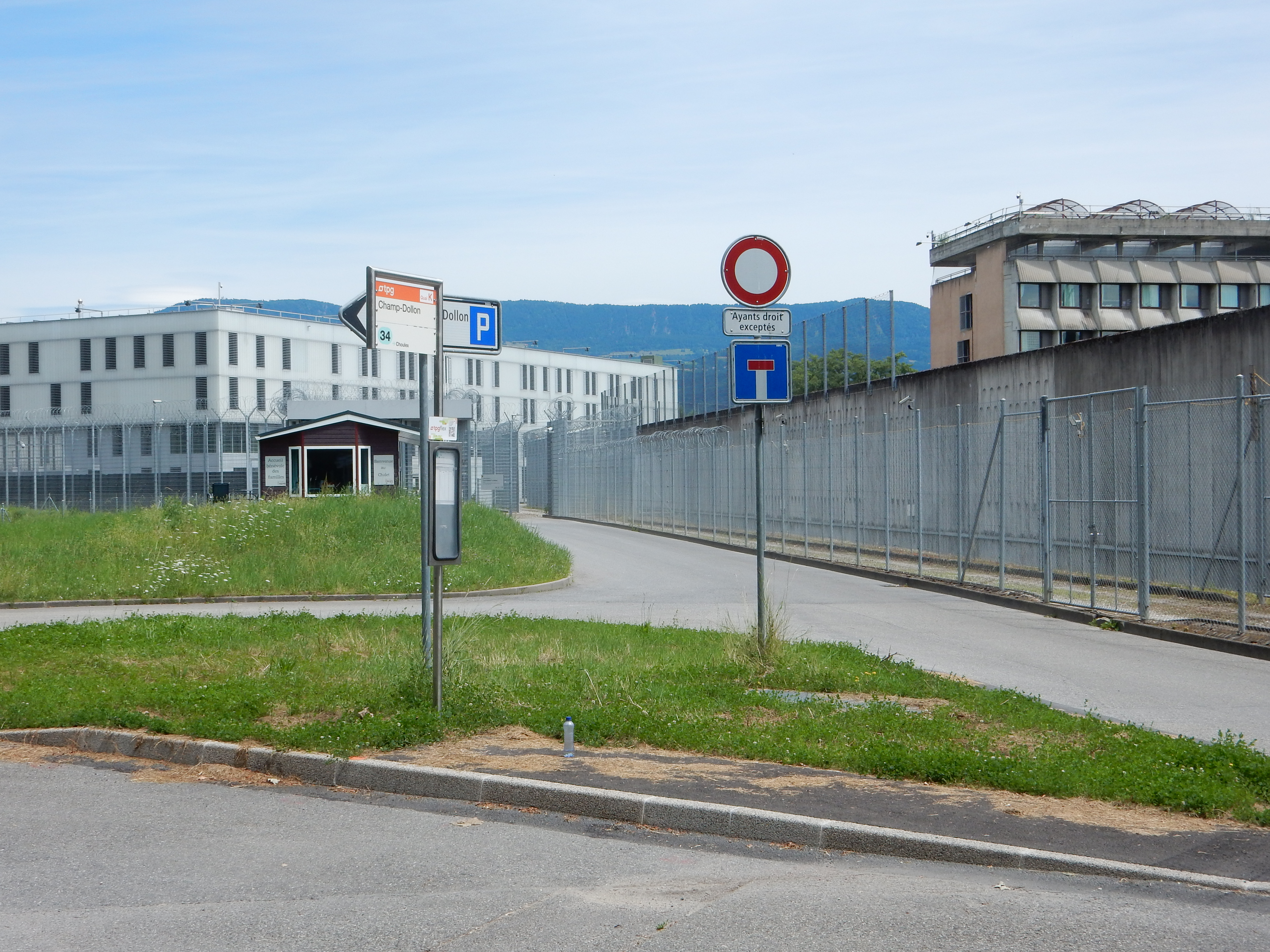
à gauche l'établissement fermé La Brenaz

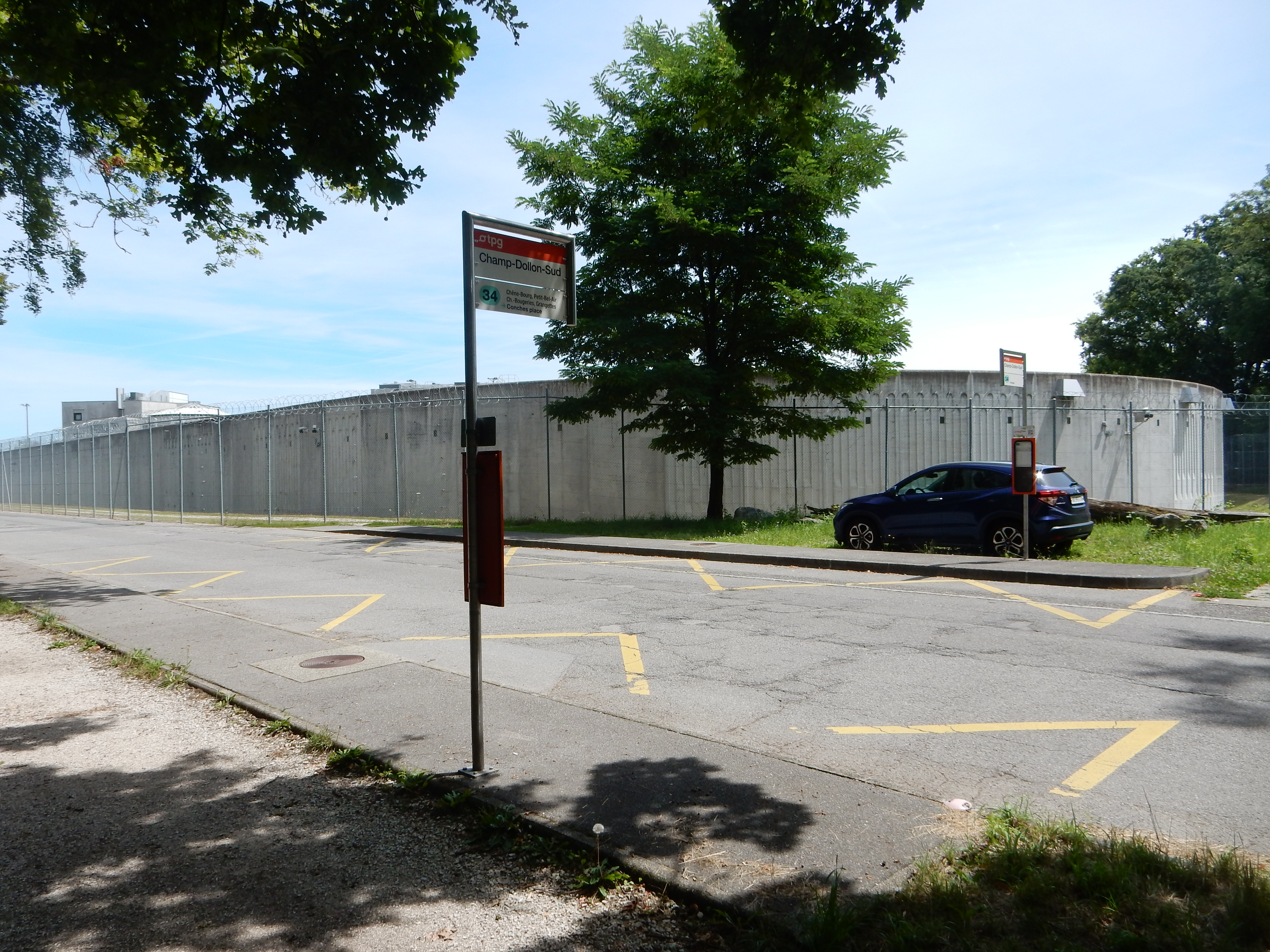
L'établissement fermé de Curabilis

Les autorités ont pris plusieurs mesures pour tenter d'endiguer le phénomène. En plus de la construction d'un nouveau bâtiment et le réaménagement de certains secteurs pour augmenter les places disponibles, les établissements de la Brenaz (exécution de peine) et Curabilis (traitement thérapeutique institutionnel) ont été construits,,. Toutefois, ces différentes mesures ne sont pas parvenus à juguler la surpopulation. Il est également à noter que les évolutions pénales voulue par la Confédération et tendant vers un durcissement des critères pour l'incarcération des prévenus ne sont pas parvenues à enrayer le phénomène.
La surpopulation et ses conséquences est régulièrement critiquée par les élus genevois, la Commission nationale de prévention de la torture, les associations humanitaires, les médecins pénitentiaires ainsi que le personnel (gardiens). Ceux-ci mettent en avant la dégradation des conditions de vie des détenus ainsi que les risques engendrés pour les détenus et le personnel,,. Par exemple, la Commission nationale de prévention de la torture critique notamment l'insalubrité de la prison et les problèmes d'accès aux soins. L'institution genevoise est également régulièrement condamnée pour conditions de détention illicites, la justice estimant notamment que les détenus ne bénéficient pas d'une surface de vie suffisante,. Ces condamnations doivent toutefois être mises en perspective puisque d'autres plaintes sont classées sans suite par les juridictions supérieures suisses ou européennes, les juges estimant que l'ensemble des conditions de détention (espace mais également luminosité, air frais, possibilité de participer à des activités hors de la cellule, etc.) ne sont pas nécessairement constitutives d'une atteinte à la dignité humaine.

### Conditions de vie des détenus
L'impact de la surpopulation sur la vie des détenus est important. En effet, la suroccupation des espaces entraîne une promiscuité très importante qui n'avait pas été prévue initialement. Ainsi, le doublement de l'occupation des cellules en utilisant des lits superposés diminue d'autant la surface de vie de chaque occupant,. Ainsi, des cellules de 25 m2 prévues pour 3 personnes en accueillent 6. Dans des cas extrêmes, des détenus peuvent être amené à dormir par terre. C'est notamment le cas de cellules dont la taille est comprise entre 12 m2 et 10 m2, initialement pensées comme des cellules individuelles et qui accueillent trois détenus : deux dans un lit superposé et un sur une paillasse.
L'organisation des activités telles que les promenades (une heure quotidienne passée à l'extérieur de la cellule) ou les parloirs est également rendue plus compliquée. Ces difficultés peuvent ainsi avoir des conséquences pour le maintien des contacts avec l'extérieur, notamment les relations familiales.
Les observateurs associatifs indiquent également que la surpopulation entrave l'accès aux soins pour les détenus et allonge leurs délais de réalisation de manière excessive,. Ils notent également les conditions d'hygiène déficientes, dues notamment à l'insalubrité de certains espaces. Toutefois, certaines décisions de justice en faveur de l'établissement font apparaître que les détenus bénéficient d'installations sanitaires séparées des espaces de vie cellulaire et peuvent prendre une douche quotidienne.
La surpopulation de la prison entraîne également une dégradation des conditions de vie importante pour le secteur dévolu aux femmes. En effet, l'espace alloué aux détenues s'avère minimal et le cloisonnement entre les secteurs masculin et féminin n'est pas complet. Ainsi, celles-ci ne peuvent jamais s'isoler des regards des détenus lors de leurs promenades, subissant régulièrement des cris et des sifflements.

### Le suicide en milieu carcéral surpeuplé
En 2016, les Hôpitaux universitaires de Genève montre dans une enquête la forte augmentation des tentatives de suicide dans un établissement pénitentiaire en situation de surpopulation. Les tentatives de suicides ont en effet été multipliées par plus de 3 entre les périodes 2006-2010 et 2011-2014. Or, le taux de suroccupation de la prison était supérieur lors de la seconde période. Le responsable du service de médecine et de psychiatrie pénitentiaire indique dans cette étude que le dépassement du taux d'occupation de 200 % en 2014 a entraîné le doublement des automutilations.

### Conditions de sécurité pour les détenus et le personnel
Le partage de toutes les cellules diminue les possibilités pour le personnel de trouver de bonnes solutions aux problèmes sécuritaires entre les détenus. Ainsi, les gardiens ne peuvent que difficilement prévenir les risques d'agression en cellule entre les détenus puisqu'ils ne disposent pas des ressources suffisantes pour isoler les personnes en conflit qui craignent pour leur sécurité.
La suroccupation des cellules complique la tâche d'attribution des cellules partagées aux détenus. Ainsi, des tensions communautaires, ethniques ou religieuses peuvent dégénérer et conduire à de graves mouvements de détenus, comme ce fut le cas en 2014 avec plusieurs blessés à l'arme blanche lors d'émeutes.
Pour le personnel pénitentiaire, la surpopulation multiplie les actes d'incivilités et de rébellion (crachats...). De plus, le travail des gardiens s'avère plus compliqué puisqu'ils doivent surveiller des effectifs plus importants lors des déplacements au sein de la prison (ex : promenades, repas) et font face à davantage de bagarres entre détenus.
Enfin, la surpopulation complexifie les conditions d'intervention lors d'évènements graves.  Ainsi, les incendies dans les cellules sont particulièrement craints. Outre le risque de morts comme lors du décès de Skander Vogt au pénitencier Bochuz, les feux de matelas obligent des déplacements importants de nombreux détenus au sein de l'établissement afin de mettre toutes les personnes en sécurité.

## La Pâquerette
À partir de 1979, la prison accueille une structure dédiée à la sociothérapie appelée La Pâquerette. Cette structure carcérale s'adresse à des détenus dangereux et sur la base du volontariat. Elle propose un apprentissage à la vie sociale en se basant notamment sur un mode de vie communautaire.
À la suite du drame de la Pâquerette, le meurtre d'une sociothérapeute par un détenu lors d'une sortie en 2013, le centre est fermé en 2014. Les enquêtes mettent notamment en lumière un éloignement trop important du centre avec les concepts de sécurité carcéraux et un fonctionnement trop autarcique.

## Épisode de la pandémie de Covid-19
Durant la pandémie de Covid-19, les établissements carcéraux se retrouvent sous une surveillance accrue,. À l'instar des évènements qui affectent les prisons italiennes, les autorités suisses et genevoises s'inquiètent quant au déclenchement d'une épidémie de Covid-19 au sein d'un établissement, particulièrement s'il est surpeuplé comme celui de Champ-Dollon.
Concernant l'établissement de Champ-Dollon, plusieurs mesures de prévention et de limitation de la population carcérale sont mises en place au cours du mois de mars,,. Elles affectent aussi bien les détenus que leurs familles ou leurs avocats. Des mesures de température sont ainsi effectuées lors des entrées dans l’établissement. Sur le plan judiciaire, il est décidé qu'aucune libération anticipée ne sera effectuée. Toutefois, les incarcérations pour des délits mineurs (exemple : peine jour-amende) sont reportées et le Ministère public indique qu'il va limiter le recours à la détention préventive lorsque cela est possible. Au cours des semaines, ces deux dernières mesures conduisent à la diminution de la population incarcérée à la prison de Champ-Dollon, celle-ci passant de 657 en mars à 470 en juin,.
Les semaines suivantes, les mesures d'isolement sont renforcées. Les visites sont suspendues, remplacées par un système de parloir à distance (téléphone). Certaines activités comme le sport sont également arrêtées. Mécontents de ces décisions, des détenus protestent,. La prison connaît ainsi deux mouvements de détenus les 3 et 4 avril pendant quelques heures. Les deux évènements se terminent sans violence après des discussions et conduisent dans certains cas à des sanctions disciplinaires.
A la fin mars, un détenu est testé au positif à la maladie,. Le responsable médical indique toutefois que des tests sont pratiqués régulièrement au sein de l'établissement et hormis ce cas, ils se révèlent tous négatifs. Par la suite, un second cas est détecté au sein de la prison durant la première vague épidémique. Au cours du mois d'août, ce sont 6 détenus de l'établissement qui sont testés positifs et isolés,.
Au cours de la seconde vague, particulièrement marquée à Genève, 200 détenus sont placés en quarantaine à la mi-novembre. De plus, le niveau d'occupation de l'établissement est remonté au dessus de 600 détenus. L'Ordre des avocats requiert de nouveau la mise en place de mesures visant à réduire la population carcérale de l'établissement. Le Ministère public indique qu'il procède déjà aux décisions nécessaires lorsque les autorités pénitentiaires en font la demande.

## Décès au sein de la prison
Plusieurs détenus sont décédés durant leur incarcération à Champ-Dollon.
Entre son ouverture en 1977 et l'année 1979, six décès sont constatés au sein de l'établissement.
Le suicide est la cause principale des décès constaté. De par son concept initial - la détention provisoire - la prison de Champ-Dollon est particulièrement exposée au risque suicidaire. En effet, le premier contact avec le monde carcéral - le choc carcéral - est connu pour augmenter significativement les risques de passages à l'acte suicidaire. En septembre 2002, un homme de 48 ans se pend dans sa cellule. En octobre 2003, un détenu est retrouvé mort, probablement à la suite d'une intoxication médicamenteuse. Entre 2013 et 2016, trois détenus se sont suicidés dans la prison dont deux en 2014 (un homme d'origine nigériane de 28 ans en mars et un homme d'origine suisse de 32 ans en juillet),,.
En août 2019, une semaine après son incarcération, un algérien de 28 ans est retrouvé inconscient dans sa cellule et décède malgré les soins apportés par le personnel pénitentiaire et médical.
En 2006, deux détenus meurent lors d'un incendie volontaire d'une cellule. Le premier, connu pour des antécédents psychiatriques, décède à la suite de l'incendie et le second, un monténégrin qui occupe la cellule de l'étage supérieur, est asphyxié par les fumées,. Ce drame pose la question de la difficulté de proposer un encadrement thérapeutique adapté aux détenus souffrant de problèmes psychiques, la prison de Champ-Dollon ne disposant que de peu de places de ce type (une trentaine en 2007 : environ 20 dans deux unités spécialisées et une dizaine au centre de la Pâquerette).
En août 2021, un homme incarcéré dans l'établissement depuis avril est retrouvé mort dans sa cellule.

## Mouvements de détenus

### Émeutes de mai 2006
En mai 2006, la prison est secouée par des émeutes.

### Émeute de février 2014
En février 2014, la prison est le théâtre de violentes émeutes durant trois jours,. Au total, cinq bagarres impliquant une centaine de personnes, dont certains disposent d'armes bricolées, ont lieu. Communautaires à l'origine, les bagarres se dirigent également contre une partie du personnel de la prison. Plusieurs détenus et gardiens sont blessés, notamment avec des armes blanches.
Ces évènements interviennent dans le contexte de surpopulation carcérale chronique de la prison (2014 est une année d'occupation record). Or, la suroccupation des espaces gênent le travail des gardiens pour séparer les communautés et les individus en conflits.
La première bagarre a lieu le dimanche 23 février lors d'une promenade,,. Elle oppose des détenus des communautés maghrébines et albanaises et nécessite l'intervention de forces de police dans l'enceinte de la prison. Deux gardiens sont notamment blessés au cours de cet évènement. Le lundi matin, une nouvelle bagarre éclate à la suite d'un règlement de comptes, conséquence des affrontements de la veille. Deux détenus sont alors blessés. L'après-midi, une rixe secoue la prison et 5 détenus sont à nouveau blessés. Enfin, une quatrième bagarre a lieu le mardi matin.
Le jeudi 27 février, un nouvel incident moins violent a lieu. Un peu plus de trente détenus refusent de réintégrer leurs cellules.
Face à ces évènements, les gardiens expriment leur incompréhension et la difficulté pour eux d'intervenir dans ce contexte. Si les bagarres et les altercations sont généralement accompagnées de réclamations concernant les traitements et les conditions de vie, les bagarres de février 2014 sont basées sur d'autres raisons mais se sont également tournées contre le personnel pénitentiaire sans réclamations apparentes.

### Mouvements durant la pandémie de Covid-19
Durant la pandémie de Covid-19, deux mouvements de détenus affectent l'établissement les 3 et 4 et avril 2020,. Les détenus se plaignent notamment des mesures prises pour empêcher le développement de l'épidémie au sein de l'établissement (restrictions des activités et des visites) et demandent des libérations anticipées,. Aucun de ces deux mouvements n'a donné lieu à des violences.

## Évasions célèbres
La plus célèbre évasion de la prison de Champ-Dollon est celle de Licio Gelli, le 10 août 1983,.

## Organisation et gestion
En 2013, la prison connaît un mouvement social de la part des gardiens. Ces derniers protestent contre la dégradation de leurs conditions de travail et demandent la création de nouveaux postes. Un mouvement similaire se produit de nouveau en 2015.
Un surveillant est interpellé au début de l'année 2016 par les forces de l'ordre genevoises. L'homme est soupçonné par le Ministère public de participer à un trafic de téléphones et de stupéfiants en introduisant les objets et substances au sein de la prison contre de l'argent,.

### Absentéisme et indemnités horaires
Au cours des années 2017 et 2018, la prison de Champ-Dollon connaît un taux d'absentéisme élevé d'environ 13 %, soit supérieur de plus de 4 points à celui enregistré lors des pics de surpopulation en 2014. Si d'autres établissements genevois (la Brenaz, Curabilis ou la Clairière) sont touchés dans une moindre mesure, le phénomène fait écho à la surpopulation de la prison et aux conditions de travail difficiles engendrées pour le personnel.
De plus, l'organisation de la prison recourt massivement aux heures supplémentaires puisque celles-ci ont fortement augmenté entre 2017 et 2019. Dans un rapport en 2017, la Cour des comptes genevoise met ainsi en évidence des dysfonctionnements dans la planification des horaires de formation, problématique affectant notamment le service pour la protection du feu de la prison.
Dans son rapport de 2017, la Cour des comptes critique également le système d'indemnités horaires en vigueur dans les établissements carcéraux. La prime pour surpopulation versée aux agents de Champ-Dollon est notamment épinglée. Son mode de calcul est jugé obsolète et son attribution trop floue, ce qui pourrait conduire à des dépenses superflues.

### Protestation lors du départ du directeur en février 2017
À la suite du départ forcé du directeur de la prison, plusieurs gardiens organisent une action spontanée de protestation contre cette décision et de soutien à leur directeur. Les autorités voyant dans cette action une manifestation soumise à autorisation, une partie des gardiens sont amendés. Ceux-ci déposent un recours devant le Tribunal de police qui leur donne finalement raison.

### Affaires entre gardiens
Au cours de l'année 2019, un procès met en lumière les relations parfois tendues entre les membres du personnel de la prison et le sort difficile réservé aux gardiens en marge du groupe corporatif,. Cette même année, des pratiques de bizutage au sein de l'établissement en 2017 et 2018 sont révélées,. Les gardiens, accusés d'avoir entravés ou enfermés deux collègues dans des cellules et de les avoir enduits de matière poisseuse, sont mis sous enquête par les autorités administratives. De leur côté, les surveillants incriminés expliquent que ces pratiques sont anciennes dans la prison et font partie d'une tradition pour renforcer l'esprit de corps. Ils indiquent également que leurs collègues étaient consentants et n'ont pas été humiliés. L'affaire se conclut en juin 2020 lorsque la direction prononce diverses sanctions contre les gardiens ayant réalisé ces bizutages.

### Projet de réorganisation «Ambition»
En 2020, le directeur de la prison lance un projet de réorganisation de l'établissement. Baptisé par la suite projet « Ambition », l'une des idées directrices de la réforme est de spécialiser les gardiens dans certains rôles fondamentaux et de réallouer les ressources pour mener à bien des missions dédiées à la réinsertion comme l'ouverture d'ateliers de travail.
Peu de temps après le lancement du projet en avril 2021, des tensions se développent en interne. Un sondage réalisé auprès d'une quarantaine de membres du personnel indique qu'environ 80 % des gardiens sont opposés à la réorganisation. De plus, une brève mutinerie survenue à la fin du mois d'avril est imputée aux conséquences de la réforme sur les prisonniers et leurs conditions de détention.
Au cours de l'été 2021, la presse genevoise se fait l'écho de critiques du personnel contre le projet. La Tribune de Genève indique qu'une lettre des principaux cadres aurait été transmise au conseiller d'État responsable de la prison, Mauro Poggia. Les membres de l'état-major reprochent au projet d'augmenter les risques sécuritaires pesant sur l'établissement carcéral et font état d'un climat de travail difficile. Selon eux, la sécurité au sein de la prison se dégraderait en raison notamment d'un manque de personnel et de transferts de postes inadaptés. S'ils ne rejettent pas certaines idées de la réorganisation, ils en critiquent la mise en place.
De leur côté, les responsables de la détention genevoise relativisent les critiques adressées. Ils indiquent que le nombre de gardiens n'a pas diminué mais reconnaissent un taux d'absentéisme en hausse et l'existence de tensions au sein du personnel. De son côté, le conseiller d'état pointe un contexte général de résistances au changement.
En réponse à ces plaintes, le département de tutelle indique mettre en place une médiation et demander un audit au cours du mois de juillet,. La méthodologie de l'audit est vivement critiquée les jours suivants, les gardiens estimant que le temps d'inscription pour les auditions est trop court, particulièrement durant les congés estivaux. Constatant la rupture importante entre lui et son personnel, le directeur se retire de ses fonctions au début du mois de septembre 2021,,.